# Grimpar flambé
Xiphorhynchus pardalotus
Espèce
Synonymes
- Dendrocopus pardalotus Vieillot, 1818[1]

Statut de conservation UICN

 LC  : Préoccupation mineure
Le Grimpar flambé (Xiphorhynchus pardalotus) est une espèce d'oiseaux de la famille des Furnariidae. Cet oiseau peuple le plateau des Guyanes et régions avoisinantes.

## Systématique
L'espèce Xiphorhynchus pardalotus a été décrite pour la première fois en 1818 par l'ornithologue français Louis Jean Pierre Vieillot (1748-1830) sous le protonyme Dendrocopus pardalotus et à laquelle il donne le nom vernaculaire de Picucule flambé, terme aujourd'hui désuet.

## Liste des sous-espèces
Selon la classification de référence du Congrès ornithologique international (version 12.1, 2022) :
- sous-espèce Xiphorhynchus pardalotus caurensis Todd, 1948
- sous-espèce Xiphorhynchus pardalotus pardalotus (Vieillot, 1818)

## Publication originale
- Vieillot, Nouveau dictionnaire d'histoire naturelle, appliquée aux arts, à l'agriculture, à l'économie rurale et domestique, à la médecine, etc. Par une société de naturalistes et d'agriculteurs, vol. 26, Paris, 1818, 584 p. (lire en ligne), p. 117.